# Геологія Саудівської Аравії

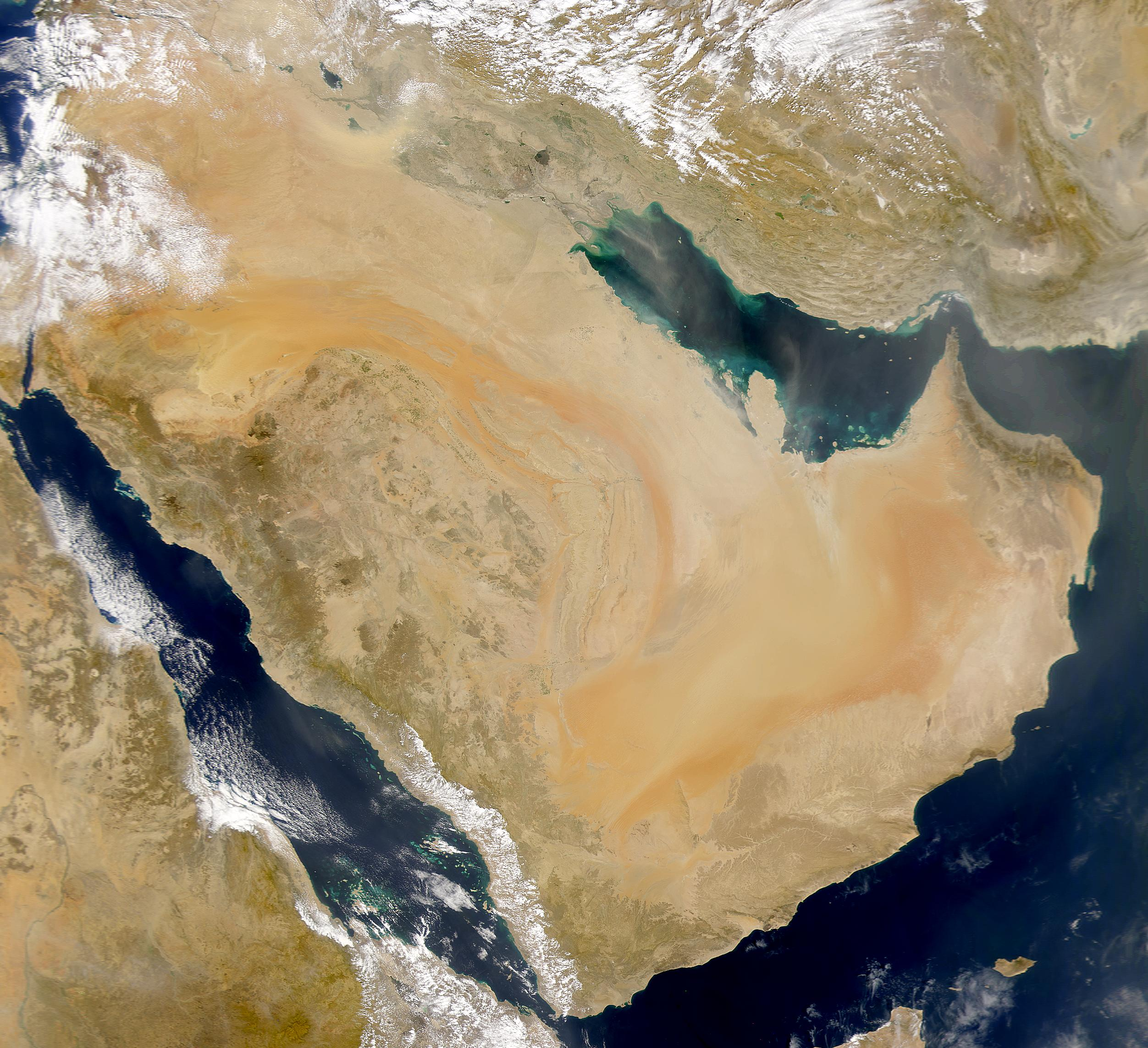
Аравійський півострів

Саудівська Аравія розташована в межах північно-східної частини Африкано-Аравійської платформи. Більшу частину країни займають пустелі. Південно-західна частина входить до складу Нубійсько-Аравійського щита, північно-східна — до складу Аравійської плити, породи фундаменту якої перекриті фанерозойським осадовим чохлом.
Нубійсько-Аравійський щит складений гнейсами і мігматитами архею — нижнього протерозою і комплексом верхньопротерозойських геосинклінальних порід загальною потужністю понад 12 км. В ньому переважають гранітоїди і метаморфізовані вулканогенно-осадові гірські породи. Середньорифейський комплекс представлений основними метавулканітами і туфами, сланцями, ґраувакками, аґломератами і лаво-брекчіями, прорваними батолітами пізнього протерозою. Верхньорифейські гірські породи — це конґломерати, ґраувакки, андезити, ріодацити, базальти з численними гранітними інтрузіями. Відклади венду представлені комплексом вапняно-лужних вулканітів і метаосадових порід.
Серед верхньопротерозойських вулканогенно-осадових формацій є декілька офіолітових швів з розвитком зон меланжу, і тектонічних покривал з фрагментами офіолітової асоціації. Формування пізніх кембрійських утворень відбувалося в ході акреції океанічних островодужних комплексів з участю окремих мікроконтинентів і завершилося становленням зсуво-скидової системи Неджд.
Докембрійські метаморфічні комплекси утворюють складчасті структури ускладнені численні розломами. З ними пов'язані родовища руд заліза, хрому, міді, свинцю, цинку, золота, рідкісноземельних елементів, рудопрояви берилію, олова. У східній частині Аравійської плити виділяється структурна тераса Газу.
Осадовий чохол потужністю до 7 км представлений тут найбільш повно. Палеозойський розріз переважно піщано-глинистий. Пермські, палеогенові, мезозойські і нижньоміоценові відклади представлені в основному карбонатними відмінами. У складі неоген-четвертинних відкладів переважають теригенні гірські породи з прошарками евапоритів.
На структурній терасі Газу простежується меридіональна система валоподібних піднять, найбільше з яких Ен-Нала з амплітудою до 250 м. Підняття ускладнене локальними куполоподібними і брахіантиклінальними структурами, з якими пов'язані числ. нафтові і газові родовища.
На півдні розташована синекліза Руб-ель-Халі (потужність осадів до 8 км), локальні структури якої також нафтогазоносні. Вздовж узбережжя Перської затоки розвинені потужні неогенові моласи Месопотамського крайового прогину, на південній околиці якого є великі родовища нафти.